# Временный комитет Донецкого бассейна
Временный комитет Донецкого бассейна (Временный Донецкий комитет) (13 марта 1917 — февраль 1918) — административный орган, созданный после Февральской революции 1917 года для координации работы предприятий и организаций Донкривбасса — Донецкого угольного бассейна и Криворожского рудного района.
Временный комитет Донбасса самораспустился в феврале 1918 года.

## История

### Предыстория
Подготовительные работы по созданию Временного комитета были проведены ещё царским правительством при поддержке лоббистской структуры — Совета Съезда горнопромышленников Юга России (ССГЮР). Промышленников не устраивало разделение Донецко-Криворожского промышленного региона между тремя административными единицами — Екатеринославской и Харьковской губерний и Области Войска Донского. Министру торговли и промышленности А. Коновалову оставалось лишь утвердить решение Особого совещания по топливу и энергетике от 3 марта 1917 года, принятое буквально на следующий день после формирования Временного правительства. Совещание постановило: «Горная и горнозаводская промышленность Юга России, которая питает страну топливом и металлом, требует ныне быстрых и решительных мер … Деятельность Временного комитета распространяется на горные и горнозаводские предприятия в губерниях Екатеринославской, Харьковской, Таврической, Херсонской и Области Войска Донского».

### Создание
Утвержденный Временным правительством 13 (26) марта 1917 года Временный комитет Донецкого бассейна (он же — Временный Донецкий комитет), чьей задачей было определено планирование и регулирование экономического развития Донбасса как единого комплекса, возглавил инженер М.П. Чернышов.
Комитет обосновался в Харькове, который в связи с этим стал рассматриваться как некий центр всего региона. В то же время Донецкий комитет не являлся органом политической власти. Несмотря на то, что он был призван обеспечивать на территории Донбасса деятельность уполномоченных различных Особых совещаний, в конечном итоге работа Комитета в основном свелась к разрешению трудовых споров между собственниками и администрацией предприятий, с одной стороны, и рабочими коллективами и Советами, с другой.
По решению Временного комитета Донбасса в марте 1917 года была созвана I конференция советов рабочих и солдатских депутатов Донбасса, главной целью которой было примирить предпринимателей и рабочих. Призывы Временного комитета согласовывать интересы рабочих и предпринимателей, однако, воспринимались рабочими в штыки.

## Задачи Комитета
В задачи Комитета входило, с одной стороны, содействие снабжению рудников Донбасса металлом, крепёжным лесом, кожей, смазочными и осветительными маслами, рабочей силой, продовольствием, а с другой стороны, удовлетворение потребности в топливе главных потребителей: железных дорог, флота, металлургии и коксового производства.
Комитету подчинялись горные и горнозаводские предприятия, расположенные в губерниях Екатеринославской, Харьковской, Таврической и Херсонской и в Области Войска Донского. Распоряжения комитета имели обязательную силу.

## Структура комитета
В состав Комитета входили председатель, главный уполномоченный по топливу, три уполномоченных по обороне, перевозкам и продовольствию, четыре представителя ССГЮР, четыре представителя губернских Советов рабочих депутатов Донецкого бассейна, харьковский и екатеринославский губернские комиссары или их заместители (постоянное участие в заседаниях Комитета с совещательным голосом также принимали представители Южных и Екатерининской железных дорог). Практически все «рабочие» представители были меньшевиками и эсерами, включая главу «рабочей фракции» меньшевика С. А. Цукублина.